# Buszewe
Buszewe (ukr. Бушеве) – wieś na Ukrainie, w obwodzie kijowskim, w rejonie białocerkiewskim, w hromadzie Rokytne. W 2001 liczyła 824 mieszkańców, spośród których 802 wskazało jako ojczysty język ukraiński, 18 rosyjski, a 4 białoruski.